# Kempraten
Kempraten-Lenggis es un pueblo (Kirchdorf) en el municipio de Rapperswill-Jona en el Cantón de San Galo en Suiza. Es uno de los sitios arqueológicos más importantes en el Cantón de San Galo y está localizado en la parte oriental de la parte alta del Lago de Zúrich.

## Historia
Los asentamientos en la región de Rapperswil-Jona se remontan al menos hace 5000 años. Se han encontrado relictos arqueológicos en el sitio del pueblo de la Edad del Bronce, y los restos de un primer puente de madera (siglo XVI a. C., reconstruido en el 2001) a Hurden (SZ) localizado en el área de Seedamm cerca de la Universidad Técnica de Rapperswil.
Entre los aspectos más destacados de relictos arqueológicos incluyen un sitio Neolítico en el área de Seegubel y la Cultura de La Tène en que hay entierros que indica asentamientos tempranos.
Los lingüistas están especulando sí un asentamiento helvecio Cambioratin (colina de la bahía) ha sido establecido en Kempratnerbucht.

## Transporte
Kempraten es una parada de Zürich S-Bahn en la línea S7. Su estación de tren es un viaje de 36 minutos desde la Estación de Trenes de Zúrich.